# Communauté de communes de Miribel et du Plateau
Pour les articles homonymes, voir CCMP.
La communauté de communes de Miribel et du Plateau est une communauté de communes située dans l'Ain et regroupant six communes.
Son nommage réfère d'une part au canton de Miribel regroupant par ailleurs cinq des six communes, et d'autre part, au  plateau de la Dombes sur lequel est située la commune de Tramoyes ainsi que le hameau miribelan des Échets.

## Historique
- 31 décembre 1997 : création de la CCMP.
- 22 décembre 1998 : enseignement musical.
- 23 mars 1999 : compétence étude et travaux pour la lutte entre le ruissellement et les pluies torrentielles aini que la compétence élargie dans les études et travaux et la prise en charge de la part qui revient aux communes.
- 14 février 2002 : modification du siège à Miribel.
- 14 février 2002 : ajout de compétence ; service de soins infirmiers à domicile et création et gestion du gymnase et des équipements sportifs de plein air.
- 10 décembre 2002 : modifications des statuts et extension des compétences.
- 10 décembre 2002 : représentation du conseil de communauté.
- 21 juillet 2003 : ajouts de compétences ; acquisition foncière et construction des terrains de football et de leurs équipements.
- 8 avril 2005 : extension des compétences (accueil des gens du voyage et récupération des épaves automobiles).

### Identité visuelle

Logo de la Communauté de communes de 2001 à 2018.
Logo de la Communauté depuis 2018.

## Territoire communautaire

### Composition
La communauté de communes est composée des 6 communes suivantes :

| Nom                      | Code Insee | Gentilé     | Superficie (km2) | Population (dernière pop. légale) | Densité (hab./km2) |
| ------------------------ | ---------- | ----------- | ---------------- | --------------------------------- | ------------------ |
| Miribel (siège)          | 01249      | Miribellans | 24,49            | 10 450 (2022)                     | 427                |
| Beynost                  | 01043      | Beynolans   | 10,64            | 4 936 (2022)                      | 464                |
| Neyron                   | 01275      | Neyrolands  | 5,36             | 2 479 (2022)                      | 462                |
| Saint-Maurice-de-Beynost | 01376      | Mauriciens  | 6,99             | 4 243 (2022)                      | 607                |
| Thil                     | 01418      | Thilois     | 5,15             | 1 208 (2022)                      | 235                |
| Tramoyes                 | 01424      | Tramoyens   | 12,93            | 1 845 (2022)                      | 143                |

### Démographie
| 1968   | 1975   | 1982   | 1990   | 1999   | 2009   | 2014   | 2020   |
| ------ | ------ | ------ | ------ | ------ | ------ | ------ | ------ |
| 11 869 | 13 528 | 15 972 | 17 920 | 20 722 | 22 474 | 23 101 | 24 619 |

## Administration

### Siège
Le siège de la communauté de communes est situé à Miribel.

### Les élus
Le conseil communautaire de la communauté de communes se compose de 31 conseillers, élus pour une durée de six ans.
Ils sont répartis comme suit :
| Nombre de conseillers | Communes                 |
| --------------------- | ------------------------ |
| 13                    | Miribel                  |
| 6                     | Beynost                  |
| 5                     | Saint-Maurice-de-Beynost |
| 3                     | Neyron                   |
| 2                     | Thil, Tramoyes           |

### Présidence
| Période       | Période       | Identité         | Étiquette        | Qualité                                      |
| ------------- | ------------- | ---------------- | ---------------- | -------------------------------------------- |
| 1997          | 2001          | Odette Mader     |                  | Maire de Saint-Maurice-de-Beynost            |
| avril 2001    | 14 avril 2008 | Michel Matras    |                  |                                              |
| 14 avril 2008 | 2020          | Pascal Protière  |                  | Conseiller municipal de Miribel              |
| 2020          | En cours      | Caroline Terrier | LR puis Horizons | Maire de Beynost, conseillère départementale |

### Compétences
Les compétences de la communauté de communes sont assez étendues : amélioration du cadre de vie, action sociale, gestion des zones d'activités industrielle, commerciale, tertiaire, artisanale ou touristique, actions de développement économique, construction ou aménagement, gestion d'équipements ou d'établissements culturels, création et réalisation de zone d'aménagement concerté, programme local de l'habitat, prévention des risques naturels, entretien de la voirie, transport et gestion des déchets.

### Régime fiscal et budget
Le régime fiscal de la communauté de communes est la fiscalité professionnelle unique (FPU).

## Projets et réalisations

### Réalisations

#### Prévention des risques naturels
Le ruissellement sur le coteau a causé plus de dix inondations ayant fait l'objet d'un arrêté de catastrophe naturelle à Miribel, Saint-Maurice-de-Beynost et Beynost entre 1982 et 2006 ; à Tramoyes, Neyron et Thil entre 5 et 10 durant la période. Aucune commune de la communauté n'est donc exempte du risque « inondation ».
Un certain nombre de mesures de prévention sont prises par la communauté de communes ; en particulier, la création de bassins de rétention (dans chaque commune) et la construction de gabions (empierrement) sur le coteau destinés à casser la vitesse de ruissellement.

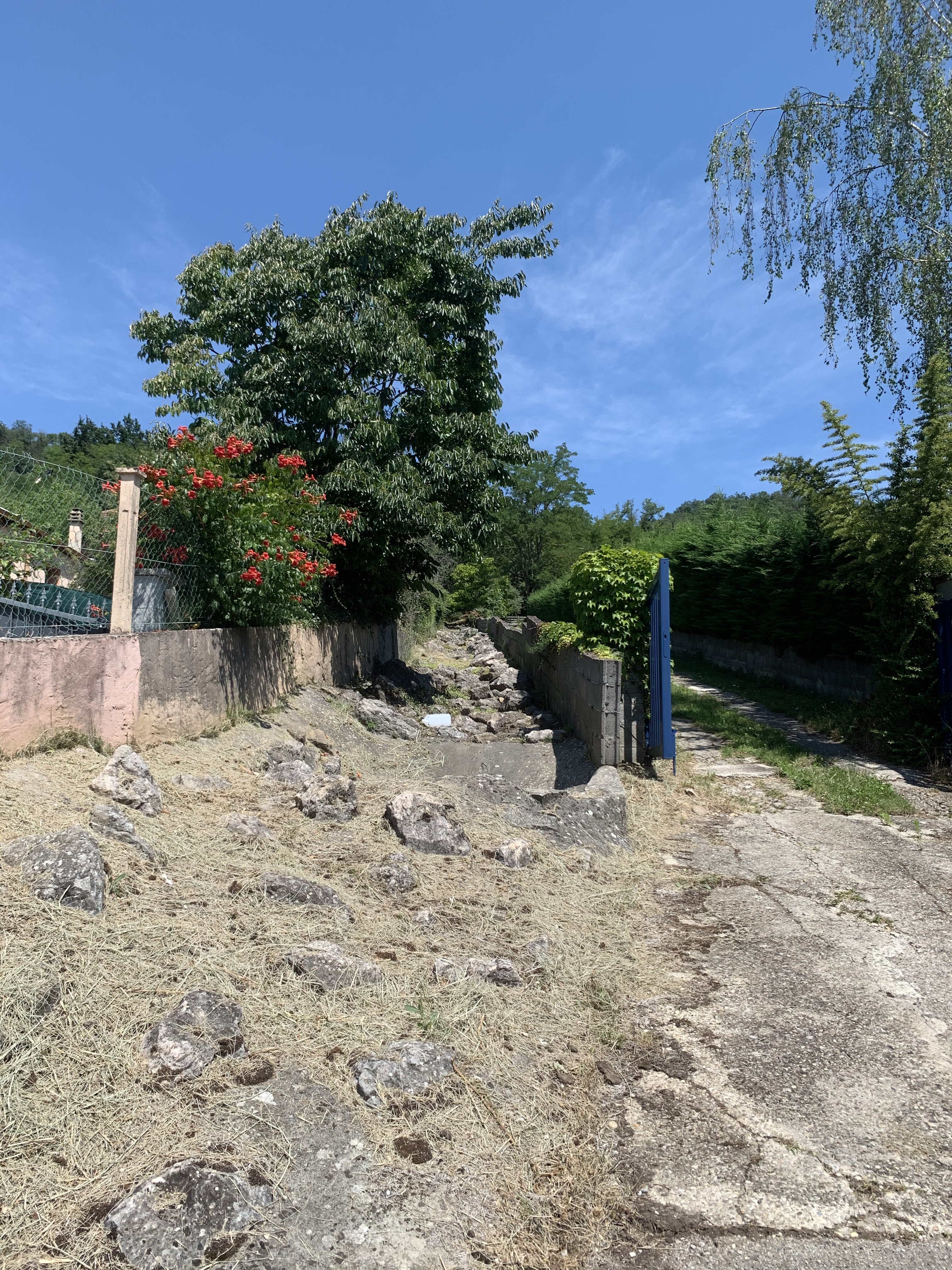
Torrent du Cruy Bonnet, à Miribel.
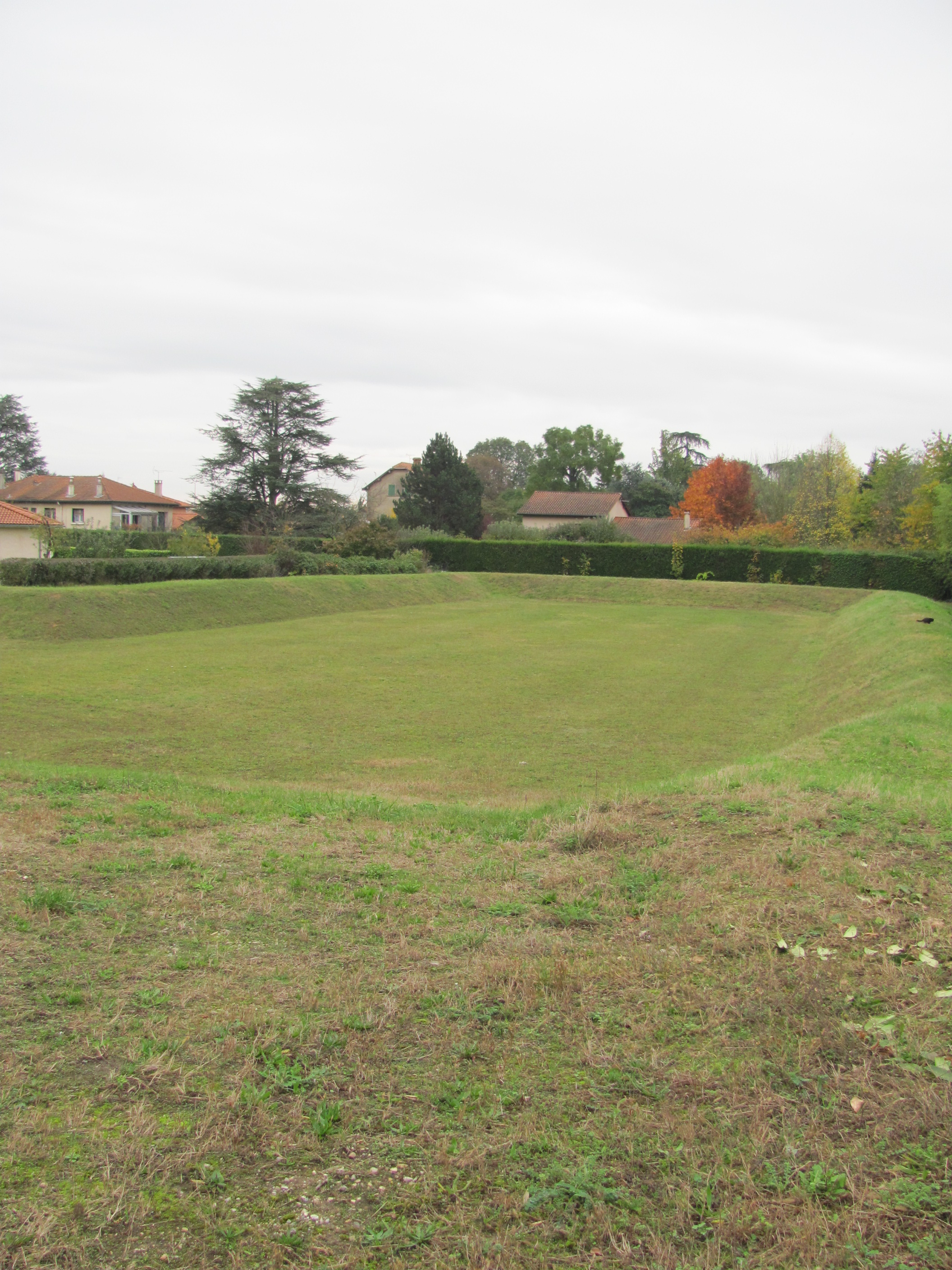
Bassin écrèteur de Lormoz à Beynost.
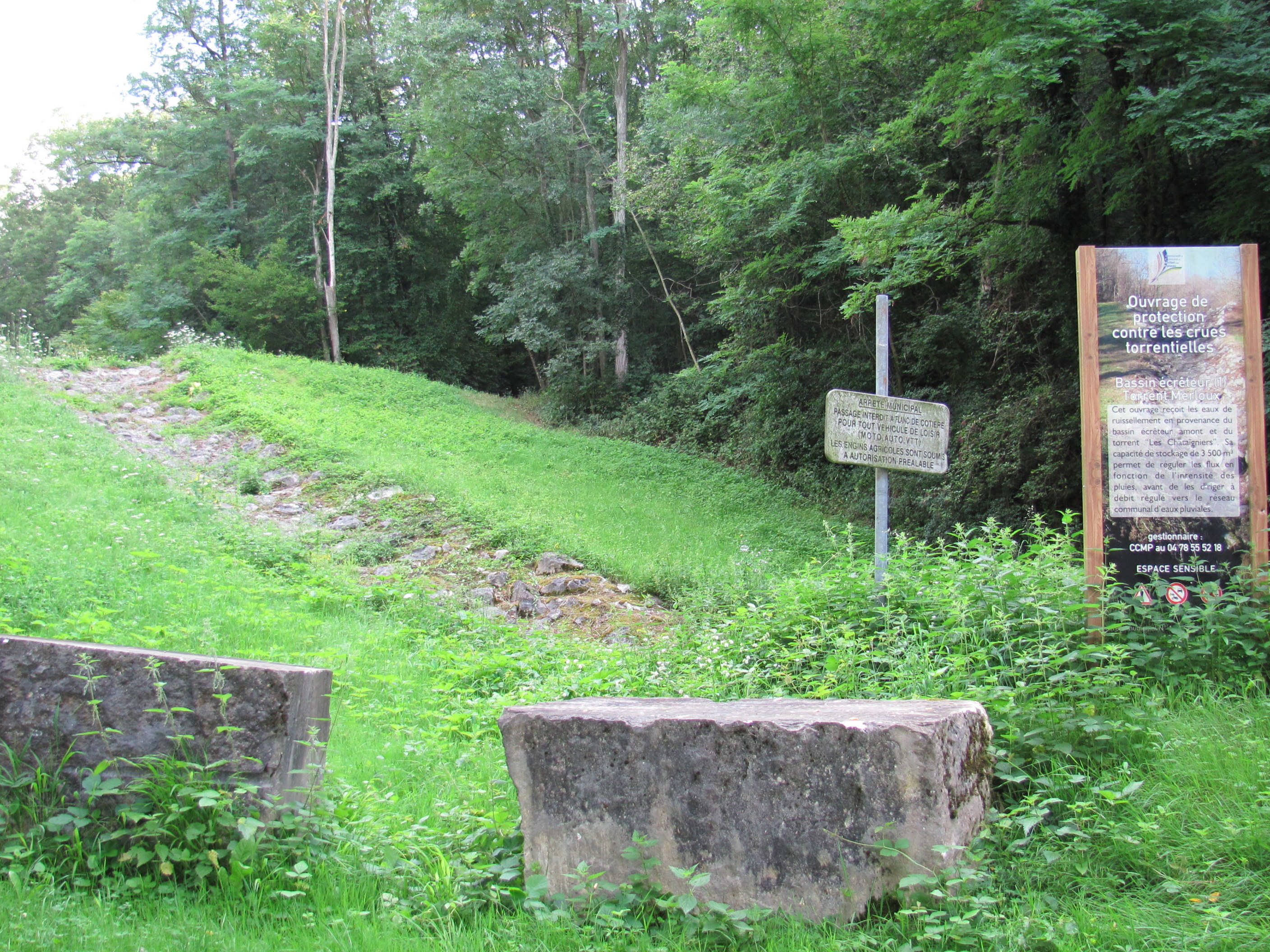
Torrent Merloux à Saint-Maurice-de-Beynost.

#### Sports

Vue de LILÔ à Saint-Maurice-de-Beynost.

La CCMP participe à la vie d'un club de football placé sous son égide : Ain Sud Foot. Sa contribution est d'ailleurs rappelée dans le logo du club où apparaît l'acronyme CCMP. En effet, En 2003, le club a été reconnu d'intérêt communautaire et dépend depuis de la communauté.
Dans le cadre d'un projet initié par la communauté, le centre nautique LILÔ a été construit à Saint-Maurice-de-Beynost ; il fut inauguré le 5 novembre 2011.
Enfin, la communauté de communes a construit et gère plusieurs gymnases situés sur son territoire.

#### Transports
La communauté de communes a mis en place le réseau de bus urbains Colibri, comprenant trois lignes sur 52 km dont l'exploitation débute en février 2012. Depuis le 25 février 2013, le réseau a été restructuré avec, notamment, la création d'une 4e ligne.

#### Culture
La communauté de communes organise le festival de jazz, Swing sous les étoiles sur l'esplanade de la Vierge du Mas Rillier, tous les ans, la première semaine de juillet. La CCMP gère également une école de musique communautaire.